# 岡山県道337号山城宮尾線
岡山県道337号山城宮尾線（おかやまけんどう337ごう やましろみやおせん）は、岡山県苫田郡鏡野町から津山市に至る一般県道である。

## 概要
苫田郡鏡野町山城と津山市宮尾を結ぶ。

### 路線データ
- 起点：苫田郡鏡野町山城（岡山県道82号鏡野久世線交点）
- 終点：津山市宮尾（中須賀交差点、国道181号交点、岡山県道70号久米建部線起点）
- 総延長：9.4 km

## 歴史
- 1960年（昭和35年）3月18日 - 岡山県告示第335号により認定される。
- 1972年（昭和47年） - 岡山県の県道番号再編により現行の路線番号に変更される。
- 2005年（平成17年）2月28日 - 久米郡久米町が津山市に編入されたことに伴い終点の地名表記が変更される（久米郡久米町宮尾→津山市宮尾）。

## 路線状況

### 重複区間
- 岡山県道339号西一宮中北上線（苫田郡鏡野町原 - 苫田郡鏡野町薪森原）

## 地理

### 通過する自治体
- 岡山県
  - 苫田郡鏡野町 - 津山市

### 交差する道路
| 交差する道路                                          | 市町村名 | 市町村名 | 交差する場所 | 交差する場所        |
| ----------------------------------------------------- | -------- | -------- | ------------ | ------------------- |
| 岡山県道82号鏡野久世線                                | 苫田郡   | 鏡野町   | 山城         | 起点                |
| 岡山県道339号西一宮中北上線 重複区間起点 津山広域農道 | 苫田郡   | 鏡野町   | 原           |                     |
| 岡山県道340号河本久米線                               | 苫田郡   | 鏡野町   | 薪森原       |                     |
| 岡山県道339号西一宮中北上線 重複区間終点              | 苫田郡   | 鏡野町   | 薪森原       |                     |
| 国道181号 岡山県道70号久米建部線                      | 津山市   | 津山市   | 宮尾         | 中須賀交差点 / 終点 |

### 沿線
- 吉井川
- 久米工業団地